# Steve Moria
Temple de la renommée britannique : 2016
Steve Moria (né le 3 février 1961 à Vancouver, dans la province de la Colombie-Britannique au Canada) est un joueur professionnel canadien de hockey sur glace et britannique.

## Carrière de joueur
Originaire de Vancouver, il décide de se joindre aux Nanooks de l'Université d'Alaska à Fairbanks en 1982. Il y évolue trois saisons et se joint aux Nighthawks de New Haven de la Ligue américaine de hockey en 1985. Il y joue une saison et demie avant de s'exiler au Royaume-Uni où il évolue toujours.
Au Royaume-Uni, il débute avec les Fife Flyers où il accumule un impressionnant total de 151 points en 22 parties. Il accumule les points aux cours des saisons qui suivirent. En 1989-1990, il établit son record personnel en cumulant 124 buts et 117 mentions d'assistances en 40 parties, ce qui représente 245 points au total. Il est honoré à plusieurs reprises au cours de sa longue carrière, récoltant honneurs individuels et collectifs. Il est l'un des rares joueurs actifs à voir son chandail retiré, par les Cardiff Devils, en cours de carrière.
À l'âge de 50 ans, il entreprend sa 27e saisons chez les professionnels en 2011-2012 avec les Basingstoke Bison.
Au niveau international, il a représenté sa deuxième nation à trois reprises y récoltant deux médailles.
En 2011, il est intronisé au temple de la renommée du sports de l'université de l'Alaska.

## Statistiques

### En club
| Saison    | Équipe                                       | Ligue  |    | Saison régulière | Saison régulière | Saison régulière | Saison régulière | Saison régulière |    | Séries éliminatoires | Séries éliminatoires | Séries éliminatoires | Séries éliminatoires | Séries éliminatoires |
| Saison    | Équipe                                       | Ligue  | PJ | B                | A                | Pts              | Pun              | PJ               | B  | A                    | Pts                  | Pun                  |                      |                      |
| 1979-1980 | Sockeyes de Richmond                         | BCJHL  |    |                  |                  |                  |                  |                  |    |                      |                      |                      |                      |                      |
| 1980-1981 | Sockeyes de Richmond                         | BCJHL  | 36 | 16               | 19               | 35               | 16               |                  |    |                      |                      |                      |                      |                      |
| 1981-1982 | Sockeyes de Richmond                         | BCJHL  |    |                  |                  |                  |                  |                  |    |                      |                      |                      |                      |                      |
| 1982-1983 | Nanooks de l'Université d'Alaska à Fairbanks | NCAA   | 26 | 29               | 46               | 75               |                  | -                | -  | -                    | -                    | -                    |                      |                      |
| 1983-1984 | Nanooks de l'Université d'Alaska à Fairbanks | NCAA   | 26 | 36               | 51               | 87               |                  | -                | -  | -                    | -                    | -                    |                      |                      |
| 1984-1985 | Nanooks de l'Université d'Alaska à Fairbanks | NCAA   | 34 | 43               | 66               | 109              |                  | -                | -  | -                    | -                    | -                    |                      |                      |
| 1985-1986 | Nighthawks de New Haven                      | LAH    | 74 | 19               | 37               | 56               | 29               | 5                | 0  | 1                    | 1                    | 4                    |                      |                      |
| 1986-1987 | Fife Flyers                                  | BHL    | 22 | 56               | 95               | 151              | 37               | 5                | 9  | 18                   | 27                   | 12                   |                      |                      |
| 1986-1987 | Nighthawks de New Haven                      | LAH    | 31 | 5                | 8                | 13               | 8                | -                | -  | -                    | -                    | -                    |                      |                      |
| 1987-1988 | Fife Flyers                                  | BHL    | 37 | 70               | 118              | 188              | 42               | 6                | 13 | 26                   | 39                   | 0                    |                      |                      |
| 1988-1989 | Cardiff Devils                               | BHL D1 | 24 | 85               | 93               | 178              | 14               | -                | -  | -                    | -                    | -                    |                      |                      |
| 1989-1990 | Cardiff Devils                               | BHL    | 40 | 124              | 117              | 245              | 11               | 6                | 10 | 16                   | 26                   | 0                    |                      |                      |
| 1990-1991 | Cardiff Devils                               | BHL    | 49 | 99               | 119              | 218              | 28               | 7                | 16 | 14                   | 30                   | 6                    |                      |                      |
| 1991-1992 | Cardiff Devils                               | BHL    | 46 | 92               | 79               | 171              | 24               | 6                | 10 | 11                   | 21                   | 2                    |                      |                      |
| 1992-1993 | Nottingham Panthers                          | BHL    | -  | -                | -                | -                | -                | 7                | 9  | 12                   | 21                   | 6                    |                      |                      |
| 1993-1994 | Blackburn Hawks                              | BHL    | 44 | 87               | 116              | 203              | 16               | -                | -  | -                    | -                    | -                    |                      |                      |
| 1994-1995 | Swindon Wildcats                             | BHL    | 43 | 87               | 134              | 221              | 41               | -                | -  | -                    | -                    | -                    |                      |                      |
| 1995-1996 | Cardiff Devils                               | BHL    | 42 | 51               | 58               | 109              | 8                | 6                | 6  | 8                    | 14                   | 2                    |                      |                      |
| 1996-1997 | Cardiff Devils                               | IHS    | 46 | 25               | 25               | 50               | 16               | 7                | 4  | 4                    | 8                    | 2                    |                      |                      |
| 1997-1998 | Cardiff Devils                               | IHS    | 42 | 14               | 11               | 25               | 6                | 9                | 5  | 5                    | 10                   | 0                    |                      |                      |
| 1998-1999 | Cardiff Devils                               | IHS    | 54 | 25               | 32               | 57               | 8                | 8                | 1  | 4                    | 5                    | 2                    |                      |                      |
| 1999-2000 | Cardiff Devils                               | IHS    | 52 | 28               | 20               | 48               | 10               | 6                | 2  | 0                    | 2                    | 4                    |                      |                      |
| 2000-2001 | Cardiff Devils                               | IHS    | 54 | 23               | 21               | 44               | 16               | 6                | 1  | 6                    | 7                    | 8                    |                      |                      |
| 2001-2002 | Nottingham Panthers                          | IHS    | 47 | 14               | 11               | 25               | 14               | 6                | 0  | 1                    | 1                    | 2                    |                      |                      |
| 2002-2003 | Basingstoke Bison                            | BNL    | 31 | 23               | 20               | 43               | 18               | 6                | 2  | 2                    | 4                    | 6                    |                      |                      |
| 2003-2004 | Basingstoke Bison                            | EIHL   | 56 | 33               | 28               | 61               | 22               | -                | -  | -                    | -                    | -                    |                      |                      |
| 2004-2005 | London Racers                                | EIHL   | 49 | 20               | 22               | 42               | 20               | 8                | 3  | 3                    | 6                    | 0                    |                      |                      |
| 2005-2006 | Milton Keynes Lightning                      | EPIHL  | 20 | 12               | 17               | 29               | 29               | -                | -  | -                    | -                    | -                    |                      |                      |
| 2005-2006 | Slough Jets                                  | EPIHL  | 16 | 13               | 29               | 42               | 18               | 5                | 3  | 3                    | 6                    | 33                   |                      |                      |
| 2006-2007 | Slough Jets                                  | EPIHL  | 43 | 32               | 58               | 90               | 51               | 5                | 4  | 9                    | 13                   | 33                   |                      |                      |
| 2007-2008 | Slough Jets                                  | EPIHL  | 32 | 22               | 42               | 64               | 10               | 7                | 2  | 10                   | 12                   | 2                    |                      |                      |
| 2008-2009 | Slough Jets                                  | EPIHL  | 46 | 42               | 63               | 105              | 10               | -                | -  | -                    | -                    | -                    |                      |                      |
| 2009-2010 | Basingstoke Bison                            | EPIHL  | 54 | 38               | 58               | 96               | 22               | 2                | 0  | 0                    | 0                    | 2                    |                      |                      |
| 2010-2011 | Basingstoke Bison                            | EPIHL  | 54 | 26               | 46               | 72               | 16               | 2                | 0  | 2                    | 2                    | 0                    |                      |                      |
| 2011-2012 | Basingstoke Bison                            | EPIHL  | 54 | 26               | 39               | 65               | 22               | 2                | 1  | 0                    | 1                    | 2                    |                      |                      |

### En équipe nationale
| Année | Équipe          | Compétition            |   | PJ | B | A  | Pts | Pun                |  | Résultat |
| 1997  | Grande-Bretagne | Championnat du monde B | 7 | 4  | 2 | 6  | 4   | 6e position        |  |          |
| 1999  | Grande-Bretagne | Championnat du monde B | 7 | 2  | 1 | 3  | 2   | Médaille d'argent  |  |          |
| 2000  | Grande-Bretagne | Championnat du monde B | 7 | 6  | 4 | 10 | 2   | Médaille de bronze |  |          |